# Rifargia cloelia
Rifargia cloelia är en fjärilsart som beskrevs av William Schaus 1892. Rifargia cloelia ingår i släktet Rifargia och familjen tandspinnare. Inga underarter finns listade.